# Neopolypria nigra
Neopolypria nigra là một loài bọ cánh cứng trong họ Salpingidae. Loài này được Abdullah miêu tả khoa học năm 1964.